# Lloyd Andrews Hamilton
Lloyd Andrews Hamilton (ur. 25 lutego 1895 w Nowym Jorku, zm. 1 lutego 1969 w Lagnicourt) – amerykański as myśliwski okresu I wojny światowej. Odniósł 10 zwycięstw powietrznych.
Lloyd Andrews Hamilton był synem Johna A. i Jennie B. z domu Andrews Hamiltonów, urodził się w Troy (Nowy Jork).  W 1916 roku ukończył Syracuse University jako Bachelor of Arts.
Do armii zaciągnął się na ochotnika i został przetransportowany do Anglii w sierpniu 1917 roku. W marcu 1918 roku został przydzielony do brytyjskiej eskadry No. 3 Squadron RAF z Royal Flying Corps. W jednostce Hamilton uzyskał tytuł asa 3 czerwca 1918 roku, uszkadzając niemieckiego Albatrosa D.V.
W lipcu został przeniesiony do United States Army Air Service do 17th Aero Squadron.
Ostatnie dziesiąte zwycięstwo odniósł 24 sierpnia 1918 roku. Hamilton zestrzelił niemiecki balon obserwacyjny w okolicach Lagnicourt. W czasie ataku został śmiertelnie ranny przez obronę przeciwlotniczą. Został pochowany w Bomy we Francji.
W 1932 roku na cześć Lloyda Andrewsa Hamiltona nazwano port lotniczy w Novato w Kalifornii.

## Odznaczenia
- Distinguished Service Cross
- Distinguished Flying Cross